# Gargaphia condensa
Gargaphia condensa är en insektsart som beskrevs av Gibson 1919. Gargaphia condensa ingår i släktet Gargaphia och familjen nätskinnbaggar. Inga underarter finns listade i Catalogue of Life.